# Органические пероксиды
Органические пероксиды — соединения состава ROOR', содержащие пероксидную группу O-O и являющиеся органическими производными пероксида водорода, в молекуле которого оба атома водорода замещены на углеводородные радикалы.

## Номенклатура
Органические пероксиды могут быть как симметричными ROOR, так и несимметричными ROOR'. Их название образуется из названий соответствующих углеводородных радикалов и окончания «пероксид»:
- {\displaystyle {\mathsf {CH_{3}OOCH_{3}}}} — диметилпероксид
- {\displaystyle {\mathsf {(CH_{3})_{3}COOCH_{3}}}} — трет-бутилметилпероксид

## Получение
Органические пероксиды можно получать различными способами. Наиболее распространённые:
- Газофазный синтез из углеводородов и кислорода

При температурах 150—200 °C в присутствии паров воды и бромоводорода изобутан окисляется кислородом с образованием ди-трет.бутилпероксида. В аналогичные реакции вступает изопентан.
- Автоокисление металлоорганических соединений
- Синтез с использованием пероксида водорода

При алкилировании пероксида водорода эфирами сульфокислот либо в реакции пероксида водорода со спиртами в присутствии кислоты можно получить симметричные диалкилпероксиды:
{\displaystyle {\mathsf {(CH_{3})_{3}COH{\xrightarrow[{}]{H_{2}O_{2},H_{2}SO_{4}}}(CH_{3})_{3}COOC(CH_{3})_{3}}}}
- Получение из гидропероксидов

В результате алкилирования гидропероксидов можно получить несимметричные диалкилпероксиды:
{\displaystyle {\mathsf {(CH_{3})_{3}COOH{\xrightarrow[{}]{(CH_{3})_{2}SO_{4}}}(CH_{3})_{3}COOCH_{3}}}}
- Присоединение трет.алкилгидропероксидов к алкенам с активированной двойной связью:

{\displaystyle {\mathsf {CH_{2}{\text{=}}CH{\text{-}}CN+(CH_{3})_{3}COOH{\xrightarrow[{}]{}}(CH_{3})_{3}COOCH_{2}CH_{2}CN}}}
Кроме того, диалкилпероксиды различного строения образуются среди смеси продуктов автоокисления углеводородов вследствие рекомбинации алкоксильных и алкопероксильных радикалов:
{\displaystyle {\mathsf {RO\cdot +R'O\cdot \rightarrow ROOR'}}}
{\displaystyle {\mathsf {ROO\cdot +R'OO\cdot \rightarrow ROOR'+O_{2}}}}

## Физические и химические свойства
Низшие диалкилпероксиды являются крайне нестабильными соединениями и способны взрываться от малейшего механического воздействия. С ростом молекулярной массы устойчивость пероксидов возрастает. Например, ди-трет.бутилпероксид способен перегоняться без разложения при атмосферном давлении. С дальнейшим ростом длины углеводородной цепи температура кипения пероксидов возрастает и достигает температуры разложения, но такие пероксиды можно перегонять при пониженном давлении. В присутствии ионов переходных металлов, катализирующих разложение диалкилпероксидов, их стабильность резко снижается.
Диалкилпероксиды сравнительно устойчивы к действию кислот и оснований. Но при наличии арильных заместителей и атомов водорода в α-положении гидролиз пероксидов в присутствии кислот и оснований облегчается, при этом образуются спирты:
{\displaystyle {\mathsf {R_{2}CHOOR'{\xrightarrow[{-BH}]{+B^{-}}}[R_{2}C^{-}{\text{-}}OOR']{\xrightarrow[{-R_{2}CO}]{}}R'O^{-}{\xrightarrow[{-B^{-}}]{+BH}}R'OH}}}
Из-за наличия неустойчивой пероксидной группы O-O пероксиды при нагревании разлагаются по гомолитическому механизму:
{\displaystyle {\mathsf {ROOR'{\xrightarrow[{}]{^{o}t}}RO\cdot +R'O\cdot }}}
Образующиеся активные алкоксильные радикалы способны рекомбинировать, распадаться и вступать во вторичные реакции, отрывая атомы водорода у молекул растворителя и других веществ, что приводит к образованию сложной смеси продуктов. Так, при термолизе дипропилпероксида образуются пропаналь, формальдегид, оксид углерода, диоксид углерода, низшие углеводороды, водород.
Диалкилпероксиды, как и другие пероксиды, проявляют окислительные свойства и способны окислять как органические, так и неорганические соединения.

## Применение
Диалкилпероксиды применяются в качестве инициаторов в процессах радикальной полимеризации.

## Воздействие на организм
Пероксиды при контакте с кожей и слизистыми оболочками вызывают их раздражение, могут привести к дерматитам и некрозу. Особенно опасно их попадание в глаза.